# Party Rock
Albums de LMFAO
Party Rock EP
(2008) Sorry for Party Rocking
(2011)
Singles
1. I'm in Miami Bitch
Sortie : 16 décembre 2008
2. La La La
Sortie : 8 septembre 2009
3. Shots
Sortie : 13 octobre 2009
4. Yes
Sortie : 15 décembre 2009

Party Rock est le premier album studio de LMFAO, sorti le 7 juillet 2009 par Interscope Records.

## Caractéristiques
L'album a des caractéristiques électroniques de premier plan avec des influences de hip-hop, de synthpop des années 1980 et de dance, ainsi que des paroles pour faire la fête et passer un bon moment. La version EP est sortie le 1er juillet octobre 2008 sur iTunes. L'album a été nommé à la 52e cérémonie des Grammy Awards. Il a été mixé au KMA Musique à Manhattan. La chanson Get Crazy est utilisé comme chanson thème pour Bienvenue à Jersey Shore sur MTV et dans le jeu Tap Tap Revenge 3.

## Singles
Le premier single de l'album est I'm in Miami Bitch (I'm in Miami Trick dans sa clean version), qui a culminé au rang 51 sur le Billboard Hot 100. Le deuxième single est La La La, qui a atteint la 55e place sur le Billboard Hot 100. Le troisième single fut Shots, en compagnie de Lil' Jon, qui atteint la 68e place sur le Hot 100. Le quatrième et dernier single extrait de l'album est Yes.

## Liste des titres
| 1.  | Rock the Beat             | 0:54 |
| 2.  | I'm in Miami Bitch        | 3:48 |
| 3.  | Get Crazy                 | 3:45 |
| 4.  | Lil' Hipster Girl         | 3:22 |
| 5.  | La La La                  | 3:30 |
| 6.  | What Happens at the Party | 5:55 |
| 7.  | Leaving U 4 the Groove    | 3:32 |
| 8.  | I Don't Wanna Be          | 3:38 |
| 9.  | Shots (featuring Lil Jon) | 3:40 |
| 10. | Bounce                    | 4:03 |
| 11. | I Shake, I Move           | 3:04 |
| 12. | I Am Not a Whore          | 3:15 |
| 13. | Yes                       | 3:02 |
| 14. | Scream My Name            | 4:16 |

| 15. | Get On Down | 3:13 |

| 15. | A Song About Us | 5:55 |

| 1. | I'm in Miami Bitch | 3:49 |
| 2. | Yes                | 3:06 |
| 3. | I Am Not a Whore   | 3:16 |
| 4. | La La La           | 3:31 |
| 5. | I'm in Miami Trick | 3:51 |

## Classements
| Charts (2009-2011)               | Meilleure position |
| -------------------------------- | ------------------ |
| Australie (Urban Albums Chart)   | 12                 |
| États-Unis (Billboard 200)       | 33                 |
| Royaume-Uni (Dance Albums Chart) | 31                 |

## Certifications
| Pays   | Certification | Ventes certifiées |
| ------ | ------------- | ----------------- |
| Canada | Or            | 40 000            |